# Dennis Foggia
Dennis Foggia (Roma, 7 gennaio 2001) è un pilota motociclistico italiano.

## Carriera
Cresciuto a Palestrina, inizia a correre in minimoto all'età di sei anni. Poi gareggia in competizioni nazionali fra cui MiniGP e campionato Italiano Velocità nelle categorie 80 (nel 2013 giungendo primo), Pre-Moto3 (nel 2014 giungendo terzo) e Moto3 (nel 2015 giungendo sesto). Nel 2016 passa nel campionato spagnolo Velocità, categoria Moto3, giungendo settimo.
Nel 2015 entra nella VR46 Riders Academy di Valentino Rossi. Esordisce nella classe Moto3 del motomondiale nel 2017, correndo il Gran Premio della Repubblica Ceca per il team Platinum Bay Real Estate in sostituzione dell'infortunato Darryn Binder. Dopo il debutto nel motomondiale a Brno, il pilota romano disputa i Gran Premi d'Aragona e della Comunità Valenciana con lo SKY Racing Team VR46. Disputa in tutto tre gare, andando sempre a punti, e chiude la stagione al ventiquattresimo posto in classifica piloti con 19 punti ottenuti.
Nel 2017 si aggiudica il campionato Spagnolo Moto3 con due gare d'anticipo, annoverando un bottino di quattro vittorie ed altri cinque podi in dodici gare; Foggia è il terzo italiano di fila a centrare un simile traguardo nel CEV Moto3, dopo Nicolò Bulega nel 2015 e Lorenzo Dalla Porta nel 2016.
Nel 2018 diventa pilota titolare per lo SKY Racing Team VR46; il compagno di squadra è Nicolò Bulega. Ottiene un terzo posto in Thailandia e conclude la stagione al 19º posto con 55 punti. Nel 2019 rimane nello stesso team, con compagno di squadra Celestino Vietti. Ottiene un terzo posto in Aragona e chiude la stagione al 12º posto con 97 punti.
Nel 2020 corre con la Honda NSF250R del team Leopard Racing. Il compagno di squadra è Jaume Masiá. Alla quarta gara della stagione, nel GP di Brno, conquista la sua prima vittoria nel motomondiale. Ottiene un secondo posto in Portogallo e un terzo posto in Catalogna e conclude la stagione al 10º posto con 89 punti.
Nel 2021 rimane nello stesso team, con compagno di squadra Xavier Artigas. Ottiene cinque vittorie (Italia, Olanda, Aragona, San Marino ed Emilia Romagna), due secondi posti (Portogallo e Americhe) e tre terzi posti (Germania, Austria e Gran Bretagna) e chiude la stagione al secondo posto con 216 punti. Nel 2022 inizia il terzo anno col team Leopard, il nuovo compagno di squadra è Tatsuki Suzuki. Vince alla seconda gara stagionale: Il Gran Premio dell'Indonesia, con ampio margine, portandosi così in testa al campionato. In occasione del Gran Premio di Francia ottiene la sua prima pole position nel Motomondiale. A settembre viene ufficializzato il suo passaggio in Moto2 per l'anno successivo. Vince altre tre gare e chiude al terzo posto in classifica.
Nel 2023 viene quindi ingaggiato dal team Italtrans Racing, il compagno di squadra è Joe Roberts. Ottiene un nono posto a Valencia, come miglior risultato in gara e, con 37 punti si classifica diciannovesimo in campionato risultando il secondo miglior piazzato tra gli esordienti. Nel 2024 prosegue con Italtrans, il nuovo compagno di squadra è Diogo Moreira. Con diciotto punti si classifica ventiquattresimo.

## Risultati nel motomondiale
| 2017 | Classe | Moto |  |  |  |  |  |  |  |  |  |    |  |  |  |   |  |  |  |   |  |  |  |  | Punti | Pos. |
| ---- | ------ | ---- |  |  |  |  |  |  |  |  |  | -- |  |  |  | - |  |  |  | - |  |  |  |  | ----- | ---- |
| 2017 | Moto3  | KTM  |  |  |  |  |  |  |  |  |  | 14 |  |  |  | 8 |  |  |  | 7 |  |  |  |  | 19    | 24º  |

| 2018 | Classe | Moto |    |     |    |     |    |     |   |    |    |    |    |    |   |    |   |   |     |     |     |  |  |  | Punti | Pos. |
| ---- | ------ | ---- | -- | --- | -- | --- | -- | --- | - | -- | -- | -- | -- | -- | - | -- | - | - | --- | --- | --- |  |  |  | ----- | ---- |
| 2018 | Moto3  | KTM  | 16 | Rit | 16 | Rit | 14 | Rit | 9 | 12 | 19 | 12 | 26 | AN | 7 | 25 | 3 | 4 | Rit | Rit | Rit |  |  |  | 55    | 19º  |

| 2019 | Classe | Moto |     |   |    |    |     |   |   |   |     |    |    |   |   |   |   |    |    |    |    |  |  |  | Punti | Pos. |
| ---- | ------ | ---- | --- | - | -- | -- | --- | - | - | - | --- | -- | -- | - | - | - | - | -- | -- | -- | -- |  |  |  | ----- | ---- |
| 2019 | Moto3  | KTM  | Rit | 8 | 10 | 16 | Rit | 5 | 5 | 9 | Rit | 15 | 14 | 8 | 5 | 3 | 5 | 23 | 11 | 19 | NP |  |  |  | 97    | 12º  |

| 2020 | Classe | Moto  |   |     |     |   |    |    |   |     |   |    |    |    |     |    |   |  |  |  |  |  |  |  | Punti | Pos. |
| ---- | ------ | ----- | - | --- | --- | - | -- | -- | - | --- | - | -- | -- | -- | --- | -- | - |  |  |  |  |  |  |  | ----- | ---- |
| 2020 | Moto3  | Honda | 9 | Rit | Rit | 1 | 21 | 11 | 9 | Rit | 3 | 13 | 10 | 16 | Rit | 16 | 2 |  |  |  |  |  |  |  | 89    | 10º  |

| 2021 | Classe | Moto  |     |    |   |     |    |   |     |   |   |    |   |   |   |   |   |   |     |    |  |  |  |  | Punti | Pos. |
| ---- | ------ | ----- | --- | -- | - | --- | -- | - | --- | - | - | -- | - | - | - | - | - | - | --- | -- |  |  |  |  | ----- | ---- |
| 2021 | Moto3  | Honda | Rit | 17 | 2 | Rit | 18 | 1 | Rit | 3 | 1 | 22 | 3 | 3 | 1 | 1 | 2 | 1 | Rit | 13 |  |  |  |  | 216   | 2º   |

| 2022 | Classe | Moto  |   |   |   |   |   |    |   |     |     |   |     |   |    |   |    |   |   |   |   |   |  |  | Punti | Pos. |
| ---- | ------ | ----- | - | - | - | - | - | -- | - | --- | --- | - | --- | - | -- | - | -- | - | - | - | - | - |  |  | ----- | ---- |
| 2022 | Moto3  | Honda | 7 | 1 | 2 | 2 | 8 | 18 | 4 | Rit | Rit | 2 | Rit | 1 | 12 | 1 | 14 | 2 | 1 | 9 | 6 | 4 |  |  | 246   | 3º   |

| 2023 | Classe | Moto  |    |    |    |    |    |    |    |    |     |    |    |     |    |     |    |    |    |    |    |   |  |  | Punti | Pos. |
| ---- | ------ | ----- | -- | -- | -- | -- | -- | -- | -- | -- | --- | -- | -- | --- | -- | --- | -- | -- | -- | -- | -- | - |  |  | ----- | ---- |
| 2023 | Moto2  | Kalex | 18 | 25 | 14 | 18 | 14 | 13 | 15 | 19 | Rit | 11 | 21 | Rit | 11 | Rit | 11 | 17 | 12 | 15 | 16 | 9 |  |  | 35    | 19º  |

| 2024 | Classe | Moto  |    |    |   |     |    |     |    |    |    |    |     |     |    |    |     |    |     |    |    |    |  |  | Punti | Pos. |
| ---- | ------ | ----- | -- | -- | - | --- | -- | --- | -- | -- | -- | -- | --- | --- | -- | -- | --- | -- | --- | -- | -- | -- |  |  | ----- | ---- |
| 2024 | Moto2  | Kalex | 19 | 17 | 6 | Rit | 19 | Rit | 20 | 12 | 16 | 19 | Rit | Rit | 22 | 12 | Inf | 26 | Rit | 18 | 19 | 24 |  |  | 18    | 24º  |

| 2025 | Classe | Moto |   |    |   |     |    |    |     |    |   |   |    |   |    |  |  |  |  |  |  |  |  |  | Punti | Pos. |
| ---- | ------ | ---- | - | -- | - | --- | -- | -- | --- | -- | - | - | -- | - | -- |  |  |  |  |  |  |  |  |  | ----- | ---- |
| 2025 | Moto3  | KTM  | 6 | 11 | 7 | Rit | 13 | 11 | Rit | 15 | 3 | 8 | 11 | 5 | 13 |  |  |  |  |  |  |  |  |  | 76    |      |

| Legenda | 1º posto        | 2º posto            | 3º posto            | A punti      | Senza punti        | Grassetto – Pole position Corsivo – Giro più veloce |
| Legenda | Gara non valida | Non qual./Non part. | Ritirato/Non class. | Squalificato | '-' Dato non disp. | Grassetto – Pole position Corsivo – Giro più veloce |